# Climat de la Loire-Atlantique
Avec sa façade océanique orientée vers l'Ouest et un relief peu accentué, le climat de la Loire-Atlantique est de type tempéré océanique, et change peu d'un endroit à l'autre du département, excepté le Sud Ouest. Les hivers y sont doux (5 °C en moyenne), les étés faiblement chauds (18 °C en moyenne). Les précipitations sont fréquentes (surtout en hiver et au printemps) mais rarement violentes ; le chiffre moyen de 820 mm de pluie par an masque par ailleurs une irrégularité des précipitations d'une année sur l'autre et selon la localisation dans le département.
Dans le Sud Ouest de la Loire-Atlantique (le pays de Retz et la baie de Bourgneuf) il fait souvent plus chaud en moyenne de 3 °C et la mer peut atteindre des températures plus élevées sur les plages. Les hivers y sont presque toujours doux et sans gel. Cette particularité est due à l'abri naturel aux courants froids formé par l'Île de Noirmoutier. À noter toutefois que l'ensoleillement de la Loire-Atlantique reste relativement faible par rapport aux autres départements du littoral atlantique notamment par rapport au morbihan et à la vendée. Sur la côte notamment l'ensoleillement dépasse rarement 1850 heures par an.

## Climat de Nantes et de son agglomération
Proche de l'océan Atlantique, le climat nantais, et plus généralement de la Loire-Atlantique, est de type tempéré océanique. L'influence de ce climat est largement facilitée par l'estuaire de la Loire et l'absence de relief notable. Les hivers sont doux (min 1 °C / max 9 °C en moyenne) et pluvieux. Quoique relativement beaux et doux également (min 17 °C / max 35 °C), les étés connaissent chaque année au moins un épisode caniculaire de quelques jours. Sur l'ensemble de l'année, les pluies sont fréquentes mais peu intenses. Les précipitations annuelles sont d'environ 820 mm et peuvent fortement varier d'une année à l'autre. Les chutes de neige y sont exceptionnelles.
Ce climat est très favorable à la végétation comme en témoignent les nombreux parcs et jardins nantais. Nantes est sous les vents de dominante ouest liés aux dépressions cyclonales de l'Atlantique. Leur direction est généralement de nord, nord-ouest et d'ouest. Les vents de sud-ouest et nord-est sont plutôt rares. Par ailleurs, on note la présence de brumes matinales dans le fond des vallées.
Climatologie de Nantes sur la période 1961 - 1990 :
| Mois                              | jan. | fév. | mars | avril | mai  | juin | jui. | août | sep. | oct. | nov. | déc. | année |
| --------------------------------- | ---- | ---- | ---- | ----- | ---- | ---- | ---- | ---- | ---- | ---- | ---- | ---- | ----- |
| Température minimale moyenne (°C) | 2,4  | 2,8  | 4    | 5,9   | 9    | 11,9 | 13,9 | 13,5 | 11,8 | 8,9  | 5,1  | 3    | 7,7   |
| Température moyenne (°C)          | 5,4  | 6,2  | 8,1  | 10,4  | 13,6 | 16,9 | 19,1 | 18,7 | 16,8 | 13,1 | 8,6  | 6    | 11,9  |
| Température maximale moyenne (°C) | 8,4  | 9,6  | 12,2 | 14,9  | 18,2 | 21,9 | 24,4 | 24   | 21,8 | 17,3 | 12   | 9    | 16,1  |
| Ensoleillement (h)                | 72   | 99   | 148  | 187   | 211  | 239  | 267  | 239  | 191  | 140  | 91   | 70   | 1 956 |

| Mois                                             | jan.         | fév.          | mars         | avril        | mai          | juin         | jui.        | août         | sep.         | oct.         | nov.         | déc.          | année      |
| ------------------------------------------------ | ------------ | ------------- | ------------ | ------------ | ------------ | ------------ | ----------- | ------------ | ------------ | ------------ | ------------ | ------------- | ---------- |
| Température minimale moyenne (°C)                | 3,1          | 2,9           | 4,8          | 6,4          | 9,9          | 12,6         | 14,4        | 14,2         | 11,9         | 9,4          | 5,7          | 3,4           | 8,3        |
| Température moyenne (°C)                         | 6            | 6,4           | 8,9          | 11           | 14,5         | 17,6         | 19,6        | 19,6         | 17           | 13,5         | 9            | 6,3           | 12,5       |
| Température maximale moyenne (°C)                | 9            | 9,9           | 13           | 15,5         | 19,2         | 22,7         | 24,8        | 25           | 22,1         | 17,5         | 12,4         | 9,3           | 16,7       |
| Record de froid (°C) date du record              | −13 16.1985  | −15,6 15.1956 | −9,6 01.2005 | −2,8 07.2008 | −1,5 01.1945 | 3,8 01.2006  | 5,8 10.1948 | 5,6 07.1956  | 2,8 19.1952  | −3,3 30.1997 | −6,8 21.1993 | −10,8 21.1946 | −15,6 1956 |
| Record de chaleur (°C) date du record            | 18,2 27.2003 | 22,6 27.2019  | 24,2 30.2021 | 28,3 30.2005 | 32,8 26.2017 | 39,1 18.2022 | 42 18.2022  | 39,6 07.2020 | 35,4 09.2023 | 30,2 02.2011 | 21,8 01.2015 | 18,4 04.1953  | 42 2022    |
| Ensoleillement (h)                               | 73,2         | 97,3          | 141,3        | 169,8        | 189          | 206,5        | 213,7       | 226,8        | 193,8        | 118,2        | 85,8         | 76,1          | 1 791,3    |
| Précipitations (mm)                              | 86,4         | 69            | 60,9         | 61,4         | 66,2         | 43,4         | 45,9        | 44,1         | 62,9         | 92,8         | 89,7         | 96,8          | 819,5      |
| dont nombre de jours avec précipitations ≥ 1 mm  | 12,3         | 10            | 10,1         | 10,1         | 10,9         | 7,2          | 6,9         | 6,6          | 8            | 11,8         | 12,2         | 13            | 119,1      |
| dont nombre de jours avec précipitations ≥ 5 mm  | 5,9          | 5,2           | 4            | 4,4          | 4,7          | 3            | 2,8         | 2,8          | 4            | 6            | 6,1          | 6,7           | 55,6       |
| dont nombre de jours avec précipitations ≥ 10 mm | 2,5          | 2,1           | 1,6          | 1,8          | 2            | 1            | 1,3         | 1,3          | 2,1          | 3,1          | 3,1          | 3,4           | 25,5       |
| Nombre de jours avec neige                       | 1,6          | 2,1           | 0,4          | 0,2          | 0            | 0            | 0           | 0            | 0            | 0            | 0,2          | 1,1           | 5,6        |
| Nombre de jours avec grêle                       | 0,4          | 0,5           | 0,5          | 0,7          | 0,2          | 0            | 0,1         | 0            | 0            | 0            | 0,2          | 0,2           | 3          |
| Nombre de jours d'orage                          | 0,4          | 0,3           | 0,5          | 1            | 2,8          | 2,4          | 2,7         | 2,6          | 1,2          | 1,2          | 0,7          | 0,5           | 16,2       |
| Nombre de jours avec brouillard                  | 6,1          | 4,2           | 3,4          | 2,2          | 2            | 1,5          | 1,5         | 2,1          | 3,7          | 5,4          | 6,8          | 7,1           | 45,9       |

Lors de la canicule européenne de 2003, Nantes a été relativement moins exposée que les régions les plus touchées de France, comme l'indiquent les relevés de température de Météo France sur la période
| Mois                                            | jan. | fév. | mars | avril | mai  | juin | jui. | août | sep. | oct. | nov. | déc. | année |
| ----------------------------------------------- | ---- | ---- | ---- | ----- | ---- | ---- | ---- | ---- | ---- | ---- | ---- | ---- | ----- |
| Précipitations (mm)                             | 86,6 | 70,2 | 69,1 | 49,9  | 64,1 | 45   | 46,4 | 44,8 | 62,2 | 79,2 | 86,9 | 84,1 | 788,5 |
| Nombre de jours avec précipitations             | 12,8 | 11   | 11,1 | 8,9   | 11   | 7,7  | 6,7  | 7    | 8,4  | 10,4 | 11,1 | 11,5 | 117,6 |
| dont nombre de jours avec précipitations ≥ 5 mm | 6,1  | 4,8  | 4,9  | 3,6   | 4,5  | 2,9  | 2,7  | 3,1  | 3,9  | 5    | 6,2  | 6,1  | 53,7  |
| Humidité relative (%)                           | 88   | 84   | 80   | 77    | 78   | 76   | 75   | 76   | 80   | 86   | 88   | 89   | 81    |

| Mois                                        | jan.      | fév.      | mars      | avril     | mai       | juin      | jui.      | août      | sep.      | oct.      | nov.     | déc.      |
| ------------------------------------------- | --------- | --------- | --------- | --------- | --------- | --------- | --------- | --------- | --------- | --------- | -------- | --------- |
| Record de vent (km/h) date du record        | 112 1990  | 133 1990  | 112 1986  | 90 1990   | 97 1983   | 83 1987   | 76 1988   | 126 2011  | 108 1993  | 115 1987  | 104 1987 | 122 1989  |
| Record de pluie en 24 h (mm) date du record | 50,1 1961 | 31,9 1981 | 46,8 1967 | 36,4 1983 | 46,7 1981 | 35,9 1968 | 94,9 1977 | 53,4 1970 | 48,2 1975 | 42,5 1979 | 39 1970  | 35,8 1989 |

Le tableau suivant permet de comparer la fréquence de phénomènes climatiques régnant à Nantes avec celles de quelques grandes villes françaises aux climats distincts et caractéristiques.
| Ville             | Ensoleillement · (h/an) | Pluie · (mm/an) | Neige · (j/an) | Orage · (j/an) | Brouillard · (j/an) |
| ----------------- | ----------------------- | --------------- | -------------- | -------------- | ------------------- |
| Médiane nationale | 1 852                   | 835             | 16             | 25             | 50                  |
| Nantes            | 1791                    | 819             | 6              | 16             | 46                  |
| Paris             | 1 717                   | 634             | 13             | 20             | 26                  |
| Nice              | 2 760                   | 791             | 1              | 28             | 2                   |
| Strasbourg        | 1 747                   | 636             | 26             | 28             | 69                  |
| Brest             | 1 555                   | 1 230           | 6              | 12             | 78                  |
| Bordeaux          | 2 070                   | 987             | 3              | 32             | 78                  |

## Climat de Saint-Nazaire et de la côte atlantique
L'ouest de la Loire-Atlantique est soumis à un climat de type océanique.
Les données qui suivent concernant le climat de cette zone sont extraites des relevés effectués à la station météorologique de Saint-Nazaire.
| Mois                                             | jan.          | fév.          | mars         | avril        | mai          | juin         | jui.        | août         | sep.         | oct.         | nov.         | déc.          | année      |
| ------------------------------------------------ | ------------- | ------------- | ------------ | ------------ | ------------ | ------------ | ----------- | ------------ | ------------ | ------------ | ------------ | ------------- | ---------- |
| Température minimale moyenne (°C)                | 3,7           | 3,4           | 5,1          | 6,6          | 9,8          | 12,5         | 14,1        | 13,9         | 11,4         | 9,5          | 6,1          | 4             | 8,3        |
| Température moyenne (°C)                         | 6,6           | 6,9           | 9,1          | 11,2         | 14,5         | 17,5         | 19,3        | 19,2         | 16,7         | 13,5         | 9,6          | 7,1           | 12,6       |
| Température maximale moyenne (°C)                | 9,5           | 10,4          | 13,2         | 15,8         | 19,2         | 22,5         | 24,4        | 24,5         | 21,9         | 17,4         | 13,1         | 10,2          | 16,8       |
| Record de froid (°C) date du record              | −13,8 16.1985 | −13,7 10.1986 | −9,4 01.2005 | −3 11.1973   | −0,9 14.1995 | 2 02.1962    | 6,5 03.1968 | 4,7 31.1986  | 1,1 11.1972  | −5,9 30.1997 | −7,9 23.1988 | −10,6 28.1962 | −13,8 1985 |
| Record de chaleur (°C) date du record            | 16,8 27.2003  | 20,7 27.2019  | 24 30.2021   | 27,5 22.1984 | 31,2 26.2017 | 37,7 27.2019 | 41 18.2022  | 38,4 09.2003 | 33,4 12.2022 | 29,4 08.2023 | 20,9 01.2015 | 16,9 07.2000  | 41 2022    |
| Ensoleillement (h)                               | 72,8          | 102           | 148,7        | 174,5        | 206,8        | 232,9        | 233,1       | 233,9        | 197,7        | 127,9        | 89,8         | 72,4          | 1 892,6    |
| Précipitations (mm)                              | 87,7          | 68,3          | 58,6         | 56,6         | 54,9         | 40           | 38,6        | 44,1         | 63,4         | 87,7         | 95,4         | 96,7          | 792        |
| dont nombre de jours avec précipitations ≥ 1 mm  | 12,5          | 10,2          | 9,3          | 9,2          | 8,9          | 7,6          | 7           | 6,5          | 7,9          | 11,4         | 12,8         | 13            | 116,2      |
| dont nombre de jours avec précipitations ≥ 5 mm  | 6,1           | 5,2           | 3,8          | 4,2          | 3,9          | 2,8          | 2,3         | 2,7          | 4            | 5,5          | 6,5          | 6,5           | 53,5       |
| dont nombre de jours avec précipitations ≥ 10 mm | 2,7           | 2,2           | 1,7          | 1,5          | 1,5          | 0,8          | 1           | 1,3          | 2,2          | 2,8          | 3,1          | 3,2           | 24,1       |

Lors de la canicule européenne de 2003, Saint-Nazaire a été relativement moins exposée que les régions les plus touchées de France, comme l'indiquent les relevés de température de Météo France sur la période.
Le tableau suivant permet de comparer la fréquence de phénomènes climatiques régnant à Saint-Nazaire avec celles de quelques grandes villes françaises aux climats distincts et caractéristiques.
| Ville             | Ensoleillement · (h/an) | Pluie · (mm/an) |
| ----------------- | ----------------------- | --------------- |
| Médiane nationale | 1 852                   | 835             |
| Saint-Nazaire     | 1826                    | 741.3           |
| Paris             | 1 717                   | 634             |
| Nice              | 2 760                   | 791             |
| Strasbourg        | 1 747                   | 636             |
| Brest             | 1 555                   | 1 230           |
| Bordeaux          | 2 070                   | 987             |